# Талија Рајдер
Талија Рајдер (енгл. Talia Ryder; Буфало, 16. август 2002) америчка је позоришна и филмска глумица.

## Филмографија

### Филм
| Година | Српски назив                     | Изворни назив | Улога   | Напомене |
| ------ | -------------------------------- | ------------- | ------- | -------- |
| 2020.  |                                  |               | Скајлар |          |
| 2021.  | Прича са западне стране          |               | Теси    |          |
| 2022.  |                                  |               | Амелија |          |
| 2022.  | Добар дан, довиђења и све између |               | Клер    |          |
| 2022.  | Спремне за освету                |               | Габи    |          |

### Музички спотови
| Година | Назив | Извођач         | Напомене |
| ------ | ----- | --------------- | -------- |
| 2021.  | „”    | Оливија Родриго |          |

## Позориште
| Година     | Српски назив     | Изворни назив | Улога      | Напомене |
| ---------- | ---------------- | ------------- | ---------- | -------- |
| 2015—2016. | Матилда, мјузикл |               | Хортенсија |          |